# Niels Møller
Niels Lauritz Møller, född 11 december 1859, död 16 mars 1941, var en dansk poet.
Møller är särskilt känd för sina formfulländade lyriska dikter i engelsk stil, ett urval utgivna i Anna-bella og andre Digte (1929). Møller skrev även psykologiska noveller som Hændelser (1890) och Koglerier (1895). Han var en beläst man med allsidig humanistisk bildning och var även ansedd som kritiker och litteraturhistoriker, med verk som Verdenslitteraturen (3 band, 1928-31). Møller utförde även flera översättningar av grekisk och engelsk litteratur, författare som Aischylos, Sofokles, Shakespeare, Robert Browning, Algernon Swinburne med flera.

## Utmärkelser
- Riddare av Dannebrogorden,  1922[2]

[Redigera Wikidata]